# Benavila e Valongo
Benavila e Valongo (llamada oficialmente União das Freguesias de Benavila e Valongo) es una freguesia portuguesa del municipio de Avís, distrito de Portalegre.

## Historia
Fue creada el 28 de enero de 2013 en aplicación de una resolución de la Asamblea de la República de Portugal promulgada el 16 de enero de 2013 con la unión de las freguesias de Benavila y  Valongo, pasando su sede a estar situada en la antigua freguesia de Benavila.

## Demografía
| Gráfica de evolución demográfica de Benavila e Valongo entre 2011 y 2021 |
|                                                                          |
| Datos según el nomenclátor publicado por el INE portugués.               |